# City of Tiny Lights
 (février 2020).
Si vous disposez d'ouvrages ou d'articles de référence ou si vous connaissez des sites web de qualité traitant du thème abordé ici, merci de compléter l'article en donnant les références utiles à sa vérifiabilité et en les liant à la section « Notes et références ».
Pour plus de détails, voir Fiche technique et Distribution.
City of tiny lights est un thriller anglais. Le film est réalisé par Pete Travis et écrit par Patrick Neate, basé sur son roman de 2005 du même nom.

## Fiche technique
- Titre original : City of tiny lights
- Réalisation : Pete Travis
- Scénario : Patrick Neate
- Direction artistique :
- Décors :
- Costumes :
- Photographie : Felix Wiedemann
- Montage : David Charap
- Musique : Ruth Barrett
- Production : Jennifer Hilton Monroe, William Horberg , Marc Forster et Mickey Liddell
- Société de production : BBC Films, NDF International, Sixteen Films, BFI
- Société de distribution : Icon Film Distribution
- Pays d’origine :  Royaume-Uni
- Langue : Anglais
- Genre : Thriller, Crime
- Dates de sortie : 
  - 12 septembre 2016 (Festival international du film de Toronto)[2],[3]
  - 7 avril 2017  Royaume-Uni

## Distribution
- Riz Ahmed (VF : Benjamin Penamaria) : Tommy Akhtar
- Billie Piper (VF : Sylvie Jacob) : Shelley
- James Floyd (VF : Marc Saez) : Lovely
- Cush Jumbo (VF : Anne Mathot) : Melody
- Roshan Seth (VF : Gilbert Lévy) : Farzad Akhtar
- Hannah Rae : Emma
- Antonio Aakeel : jeune Lovely
- Vincent Regan (VF : Boris Rehlinger) : Schaeffer
- Danny Webb (VF : Vincent Violette) : DS Cal Donnely
- Damson Idris (VF : Mohamed Sanou) : Hakim
- Branko Tomovic (VF : Loïc Guingand) : Big John
- George Sargeant (VF : Brice Ournac) : Stuart
- Charlie Blake : Jones
- Rizwan Shebani : Osman
- Gino Picciano : le dealer de diamant